# Benjamin Marquet
Benjamin Marquet est un réalisateur français.

## Biographie
Benjamin Marquet est ethnologue de formation, réalisateur de documentaires.

## Filmographie

### Courts métrages
- 2002 : La Vie en beau
- 2004 : L'Humanologue

### Longs métrages
- 2008 : Lads and Jockeys
- 2015 : Standard Le Film